# Éternité (roman)
Pour les articles homonymes, voir Éternité (homonymie).
Éternité (titre original : Eternity) est un roman de science-fiction de Greg Bear paru en 1988. C'est le second tome d'une trilogie qui comprend aussi Éon et Héritage.

## Résumé
Pendant que le monde se relève doucement d'une guerre nucléaire, l'astéroïde du tome précédent est toujours en orbite autour de la Terre, mais la Voie, ce passage vers des univers parallèles, y est refermée depuis plusieurs décennies. La question se pose désormais de savoir si le moment n'est pas venu de rouvrir ce passage, d'autant plus qu'un mystérieux envoyé venu d'un lointain futur vient en demander la réouverture et la destruction.
Par ailleurs, l'une des héroïnes du tome précédent, Patricia Vasquez (la mathématicienne dont les travaux théoriques sont à l'origine de la création de la Voie), est restée bloquée dans un univers parallèle, une Terre sur laquelle l'empire d'Alexandre le Grand a survécu à son fondateur, est parvenu à empêcher l'apparition de l'Empire romain et subsiste encore près de 2400 ans après sa fondation. Après avoir tenté de rejoindre son univers d'origine pendant toute sa vie, Patricia Vasquez transmet le flambeau à Rhita, sa petite fille, qui a hérité de ses dons de mathématicienne. Rhita se rend donc à Alexandrie pour convaincre l'impératrice qui règne sur l'Empire d'Alexandre de monter une expédition ayant pour but de trouver un passage vers la Voie.